# A Batalha de Argel
A Batalha de Argel (em italiano:  La battaglia di Algeri) é um filme ítalo-argelino de 1966 dos gêneros "drama histórico" e "guerra", dirigido por Gillo Pontecorvo. O roteiro se baseia em fatos ocorridos no período de 1954-1962, quando o povo da Argélia lutou contra a ocupação colonialista francesa no país (Guerra da Argélia).

## Os fatos
O filme enfoca os eventos ocorridos em Argel, a capital da Argélia, de novembro de 1954 até Dezembro de 1960. Durante a "Guerra da Independência Argelina", uma organização de nativos insurretos escondidos na populosa região da cidade de Argel conhecida por Casbah (cidadela), manteve um conflito contra as tropas de ocupação colonialista francesas (pied-noirs). Os dois lados trocaram atos de violência crescente. Em Argel, as tropas paramilitares lideradas pelo General Massu e o Coronel Bigeard confrontaram a FLN - Frente de Liberação Nacional. Os militares franceses se proclamaram vencedores da "batalha", neutralizando as lideranças dos revoltosos por intermédio de prisões e assassinatos.
O filme narra as táticas de ambos os lados, bem como os vários incidentes que se sucedem. É mostrado que as forças em conflito possuem em comum a realização de atrocidades cometidas contra civis. A FLN executa sumariamente nativos acusados de traição, bem como comete terrorismo contra os estrangeiros no país. As tropas colonialistas praticam tortura, intimidação e assassinatos.

## Elenco
O diretor Gillo Pontecorvo e o roteirista Franco Solinas escolheram não ter um protagonista no filme, havendo vários personagens e figurantes em conflito. O filme começa e termina sob o ponto de vista de Ali la Pointe (figura histórica real), interpretado por Brahim Hagiag. Ele é um criminoso radical que enquanto esteve na prisão foi recrutado pelo FLN, através do comandante El-hadi Jafar, uma versão fictícia de Saadi Yacef.
Outros personagens são um menino chamado Petit Omar, que serve como mensageiro da FLN; Larbi Ben M'hidi, um dos líderes da FLN, que é usado para mostrar o lado político-racional da revolução; Djamila Bouhired, Zohra Drif e Hassiba Benbouali, um trio de mulheres militantes da FLN que praticam um ataque terrorista de retaliação. Adicionalmente, o filme usa milhares de figurantes argelinos e muitas cenas de multidão; Pontecorvo utiliza o recurso de transformar em coral grego, vozes dos nativos da Casbah.
Pontecorvo escolheu coadjuvantes amadores entre os árabes argelinos, priorizando o aspecto dramático, o que levou a que muitos tivessem de ser dublados. O único ator profissional (oriundo do teatro) do filme foi Jean Martin, que interpreta o Coronel Mathieu; Ironicamente, Martin perdeu vários trabalhos posteriores em seu país, por ter lamentado as ações de seu governo na Argélia. Martin serviu como paramilitar num regimento durante a Guerra da Indochina bem como na Resistência Francesa antinazista, incluindo esses elementos autobiográficos na composição do seu personagem.

## Produção e Estilo
A batalha de Argel foi feito sob influência do Neorrealismo italiano, do cinéma vérité francês e do realismo socialista soviético, com movimentos de câmara revelando detalhes da vida simples do povo.

### Roteiro
O filme foi inspirado nas narrativas de um dos comandantes da FLN, Saadi Yacef, e em suas memórias com o título de Souvenirs de la Bataille d'Alger. O livro de Yacef foi usado enquanto ele esteve prisioneiro dos franceses, como propaganda para elevar o moral dos militantes da FLN que continuaram a luta. Após a independência, Yacef foi libertado e fez parte do novo governo. O governo argelino resolveu fazer um filme das memórias de Yacef e graças ao membro exilado da FLN Salash Baazi, eles contataram o diretor italiano Gillo Pontecorvo e o roteirista Franco Solinas, quando então lhes apresentaram o projeto.
Num primeiro roteiro de Solinas, chamado Parà, era contada a história sob a perspectiva de um paramilitar francês desencantado, que Pontecorvo esperava ser interpretado por Paul Newman. Baazi rejeitou a ideia e Yacef escreveu seu próprio roteiro, desta feita descartado pelos italianos que não queriam mostrar só o lado dos nativos. Eles insistiram em contar a história sob um ponto de vista neutro, embora simpatizassem com o movimento de independência. Com o roteiro final, os argelinos são os protagonistas, mas não foi escondida a crueldade de ambos os lados
Apesar de se basear em acontecimentos reais, foram mudados os nomes de alguns personagens e outros foram compostos com fins específicos na trama. O "Coronel Mathieu" é uma composição de vários soldados franceses que serviram na Argélia, em particular Jacques Massu. Acusado de "maquiar" o personagem dando-lhe uma aparência elegante e nobre, Solinas negou esta intenção, afirmando que a civilização ocidental não é deselegante e sem cultura

### Estilo Visual
Para o filme A batalha de Argel, Pontecorvo e o fotógrado Marcello Gatti optaram por realizá-lo em preto & branco e experimentaram várias técnicas de documentário.
Para ajudar na captura de um maior realismo, Pontecorvo e Solinas gastaram dois anos na Argélia procurando locações, especialmente em áreas referidas como sendo onde ocorreram os eventos. Tendo Saadi Yacef como guia, eles receberam noções da cultura e dos costumes dos nativos.

## Premiação
- O filme venceu o Grande Prêmio do Festival de Veneza
- Indicado a três Oscars: melhor roteiro original (Gillo Pontecorvo e Franco Solinas), melhor diretor (Gillo Pontecorvo) e melhor filme estrangeiro.
- Outros prêmios: Prêmio Cidade de Veneza (1966); Críticos Internacionais (1966); Cidade de Ímola (1966); prêmio italiano Silver Ribbon (diretor, fotógrafo e produtor); Prêmio Ajace de cinema (1967); O italiano Golden Asphodel (1966); Diosa de Plata do festival de Acapulco (1966); o Golden Grolla (1966); o Prêmio Riccione Prize (1966); votado como "Melhor filme de 1967" pelos críticos cubanos da revista Cine; e o Prêmio das Igrejas Unidas da América, de 1967.

## A Batalha de Argel, a guerrilha e a contraguerrilha
O lançamento do filme coincidiu com o período de descolonização e "guerras de libertação nacional", bem como do crescimento do radicalismo de esquerda em várias nações ocidentais, que incitavam a luta armada. O filme ganhou a reputação de ter inspirado a violência política; em particular as táticas de guerrilha urbana e terrorismo, que podem ter sido copiadas por movimentos como os Panteras Negras e o IRA - Provisional Irish Republican Army. A batalha de Argel foi apontada como o filme favorito de Andreas Baader.
Em uma das cenas polêmicas é descrito o funcionamento das célula terroristas, sob o nome de "Teoria da Pirâmide", que seria formada por inúmeros triângulos interligados. Este formato impede que aqueles que estão na base e que executam as ações, conheçam seus superiores.
Antonio Caggiano, arcebispo de Buenos Aires de 1959 a 1975, inaugurou com o Presidente Arturo Frondizi do partido da União Cívica Radical (UCR), o primeiro curso de contrarrevolução no Escola Superior Militar Argentina (Frondizi era apontado como "tolerante ao Comunismo"). Em 1963, os cadetes da infame Escola Superior de Mecânica da Armada (ESMA) começaram a receber aulas de combate às insurgências. Em um desses cursos, foi exibido o filme A Batalha de Argel. Caggiano apresentou o filme e o comentou destacando uma orientação de fundo religiosa. Anibal Acosta, um dos cadetes da ESMA em entrevista 35 anos após os eventos, ao jornalista francês Marie-Monique Robin, disse:
"Eles exibiram aquele filme para nos ensinar um tipo de guerra muito diferente da guerra convencional, que seria enfrentada pelos oriundos da Escola Naval. Eles queriam nos preparar para missões policiais contra a população civil, que se tornara então o nosso inimigo"